# Republicanismo en Nueva Zelanda
El republicanismo en Nueva Zelanda es la postura política que sostiene que el sistema de gobierno de Nueva Zelanda debería cambiar de una monarquía constitucional a una república.
El republicanismo en Nueva Zelanda se remonta al siglo XIX, pero fue solo un movimiento marginal hasta finales del siglo XX. El principal grupo de presión republicano actual, New Zealand Republic, fue establecido en 1994.
El debate republicano contemporáneo en Nueva Zelanda se centra en cuestiones de reforma constitucional y en la independencia del país. El tema de las obligaciones de la Corona según el Tratado de Waitangi, así como el proceso de resolución de tratados, se considera un asunto constitucional relevante para una república neozelandesa.La mayoría de los defensores de una república apoyan una república parlamentaria en la que el jefe de Estado esté separado del jefe de gobierno, y en la que el jefe de Estado tenga poderes limitados.
Dado que la constitución de Nueva Zelanda no está codificada, una república podría establecerse mediante una ley ordinaria del parlamento.Generalmente se asume que esto solo ocurriría tras un referéndum a nivel nacional.Varios primeros ministros y gobernadores generales se han identificado como republicanos, pero ningún gobierno ha tomado hasta ahora medidas significativas para establecer una república.

## Historia

### SigloXIX
El primer uso del término "república" para denotar un estado independiente en Nueva Zelanda se dio en 1840, cuando el vicegobernador William Hobson describió el asentamiento de la Compañía de Nueva Zelanda en Port Nicholson (actual Wellington), que contaba con su propia constitución y un consejo de gobierno, de esa manera.La existencia de dicho consejo llevó a Hobson a declarar la soberanía británica sobre la totalidad de Nueva Zelanda el 21 de mayo de 1840, a pesar de que el Tratado de Waitangi aún se seguía firmando en distintas partes del país.Hobson envió al secretario colonial, Willoughby Shortland, junto con algunos soldados, para exigir a los colonos que disolvieran su "asociación ilegal" y retiraran la bandera de las Tribus Unidas de Nueva Zelanda.
Más adelante, Wellington se convirtió en el centro de la agitación por parte de los colonos a favor de un gobierno representativo, el cual fue concedido mediante la Ley de Constitución de Nueva Zelanda de 1852. Samuel Revans, quien fundó la Asociación Constitucional de Colonos de Wellington en 1848, abogó por una república en Nueva Zelanda.

### SigloXX
En las elecciones generales de 1911, el coronel Allen Bell, candidato del Partido Reformista por el distrito de Raglan, abogó por la abolición de la monarquía. Las fuerzas armadas consideraron que Bell había violado su Juramento de Lealtad. Se le pidió que renunciara a su comisión, a lo que accedió en enero de 1912.
En 1966, Bruce Jesson fundó la Asociación Republicana de Nueva Zelanda, y más tarde el Partido Republicano en 1967. El partido tenía una postura marcadamente nacionalista.La actividad del Partido Republicano fue disminuyendo tras las elecciones generales de 1969 y el partido se disolvió en 1974.
En mayo de 1973, se propuso una moción en la conferencia nacional del Partido Laborista para cambiar la bandera, declarar a Nueva Zelanda una república y cambiar el himno nacional (que en ese momento era únicamente "God Save the Queen"), pero la propuesta fue rechazada mediante votación.

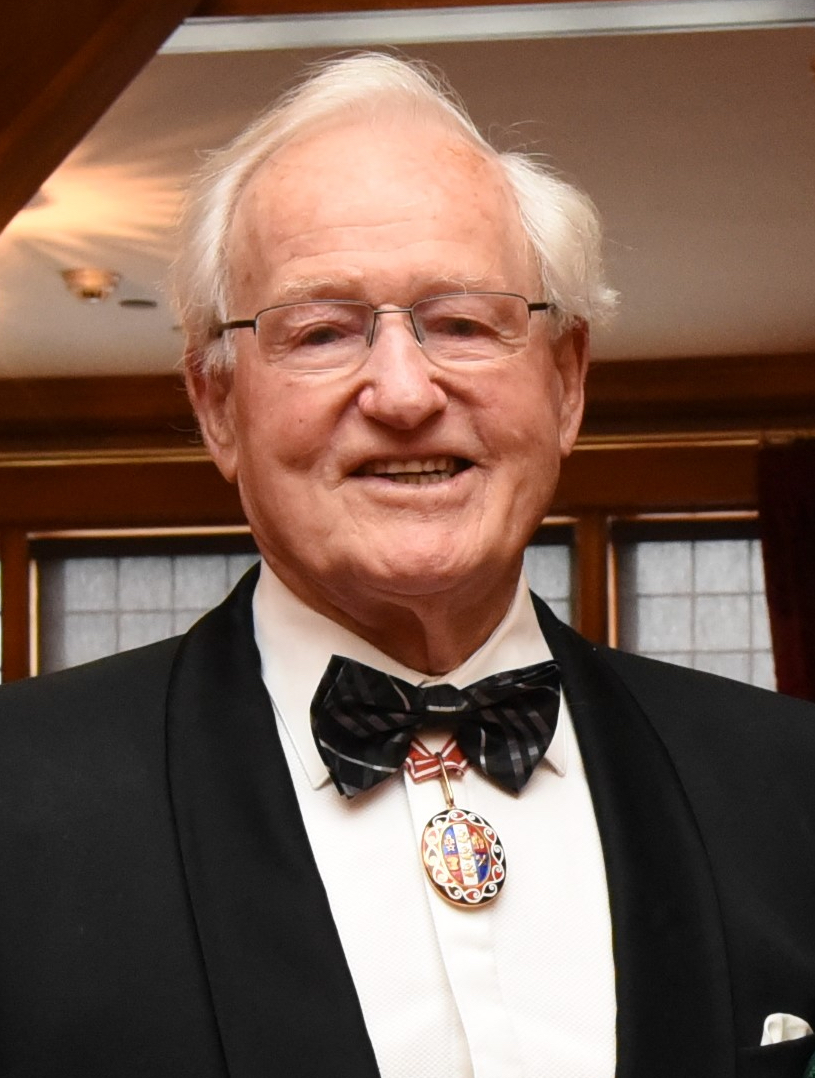
Jim Bolger, primer ministro entre 1990 y 1997 y líder del Partido Nacional, planteó el tema de la república en 1994.

En marzo de 1994 se formó la Coalición Republicana de Nueva Zelanda para promover la transición hacia una república. Al año siguiente, se estableció la Liga Monárquica de Nueva Zelanda (actualmente Monarchy New Zealand) con el objetivo de defender la monarquía constitucional.
En 1994, el primer ministro Jim Bolger sugirió al 44.º Parlamento, durante el debate de la Address In Reply, que Nueva Zelanda debería convertirse en una república para el año 2001. Bolger afirmó que los vínculos de Nueva Zelanda con Gran Bretaña estaban en declive y que el país debía reconocer que "la marea de la historia avanza en una sola dirección".Negó que sus opiniones estuvieran relacionadas con su herencia irlandesa.
Bolger habló con la reina Isabel sobre la posibilidad de que Nueva Zelanda se convirtiera en una república durante su mandato como primer ministro, y recordó: "He hablado más de una vez con Su Majestad sobre mi opinión de que Nueva Zelanda, en algún momento, elegiría a su propio jefe de Estado. Discutimos el asunto de manera muy sensata y ella no se mostró ni sorprendida ni alarmada, y tampoco me cortó la cabeza".
En 1998, Richard Nottage, secretario de Asuntos Exteriores y Comercio, hizo un llamado a que Nueva Zelanda considerara convertirse en una república, argumentando que la posición del "monarca británico" [sic] como jefe de Estado "luce extraña a los ojos asiáticos".
En 1999, la Coalición Republicana se relanzó como el Movimiento Republicano de Aotearoa Nueva Zelanda, de manera similar al Movimiento Republicano Australiano, debido al referéndum sobre la república celebrado en Australia ese mismo año. En 2014, volvió a cambiar su nombre a New Zealand Republic.

### SigloXXI
En noviembre de 2004, la primera ministra Helen Clark anunció la formación de un comité parlamentario de investigación, el Comité de Arreglos Constitucionales, presidido por Peter Dunne, líder de United Future New Zealand. En su informe final, el comité recomendó una mayor educación sobre la constitución e incluyó una nota sobre el tema republicano, planteando la pregunta: "¿Es apropiada la naturaleza del jefe de Estado de Nueva Zelanda, como monarca, para la identidad nacional y constitucional en evolución del país?"
El proyecto de ley sobre referéndums para decidir el jefe de Estado, presentado por Keith Locke, fue seleccionado del sorteo de propuestas parlamentarias y presentado al Parlamento el 14 de octubre de 2009. El proyecto se centraba en reformar la figura del gobernador general de Nueva Zelanda para convertirlo en un jefe de Estado ceremonial, estableciendo así una república parlamentaria.Se proponía someter a referéndum dos modelos de república junto con la opción de mantener el sistema actual:
- Elección del jefe de Estado de forma indirecta por una supermayoría de los miembros del Parlamento, similar al modelo de nombramiento bipartidista propuesto en Australia.
- Elección del jefe de Estado directamente por el electorado neozelandés utilizando el sistema de voto único transferible, similar al de Irlanda.

El 21 de abril de 2010, el proyecto de ley fue rechazado en su primera lectura por 53 votos a favor y 68 en contra. Los votos a favor (53) provinieron del Partido Laborista (43), el Partido Verde (9) y United Future (1); mientras que los votos en contra (68) fueron del Partido Nacional (58), ACT Nueva Zelanda (5), el Partido Māori (4) y el Partido Progresista (1).

## Debate

### Argumentos a favor
Los partidarios de una república en Nueva Zelanda han expresado que:
- Nueva Zelanda debería tener a un neozelandés, o más correctamente a un ciudadano neozelandés residente en Nueva Zelanda, como su jefe de Estado;[18]un "residente para presidente".[19]
- Nueva Zelanda necesita afirmar su independencia, identidad nacional y madurez ante el mundo.[20]
- La constitución de Nueva Zelanda —y, de hecho, la actitud de los neozelandeses— tiene una visión republicana.[21]
- Nueva Zelanda ya mantiene la figura del gobernador general, quien es descrito como un “jefe de Estado virtual”.[22]El gobernador general es neozelandés y cumple con todas las funciones que debería desempeñar un jefe de Estado.
- Dado que el soberano y el gobernador general tienen poco poder real, no representan un control efectivo sobre el poder ejecutivo parlamentario (el primer ministro y el gabinete); el argumento de que el soberano o el gobernador general “niegan el poder” a los políticos y son políticamente neutrales pero, al mismo tiempo, pueden destituir a un primer ministro, es contradictorio.[23]
- Una república no significa necesariamente retirarse de la Mancomunidad. Hasta junio de 2022, 36 de los 56 estados miembros (el 65 %) son repúblicas.[24]
- El primer ministro no debería tener el poder de destituir al gobernador general a voluntad, y viceversa.[25]

Otros republicanos se han centrado en los principios de la monarquía: muchos están en desacuerdo con el principio hereditario (basado en una forma de primogenitura) que determina la sucesión al trono. Argumentan que, en una sociedad moderna y democrática, nadie debería verse obligado a someterse a otro simplemente por su nacimiento.Algunos sostienen que un monarca hereditario y un gobernador general no elegido no tienen mandato para destituir a un gobierno electo.
En la Reunión de Jefes de Gobierno de la Commonwealth de octubre de 2011, los líderes de los 16 reinos de la Commonwealth acordaron apoyar cambios en sus respectivas leyes de sucesión en relación con la primogenitura masculina, y permitir que el monarca se case con una persona católica romana. Sin embargo, se mantendría la prohibición de que un católico sea monarca, ya que el monarca debe estar en "comunión con la Iglesia de Inglaterra".

### Argumentos en contra
Los partidarios de la monarquía en Nueva Zelanda han dicho:
- "La monarquía constitucional es un sistema de gobierno probado y comprobado; algunas de las naciones más políticamente estables del mundo son monarquías constitucionales, mientras que algunos de los regímenes más inestables y represivos han sido repúblicas". En palabras del exgobernador general Sir Michael Hardie Boys: "Si no está roto, no lo arregles".[29]
- Para Nueva Zelanda, "la monarquía resume la herencia de mil años de gobierno constitucional y nuestros lazos con un pasado glorioso".[30]
- Nueva Zelanda ya es una nación independiente y soberana, con una identidad nacional propia.[23]
- La monarquía es un símbolo de unidad entre Nueva Zelanda y los demás reinos de la Mancomunidad que comparten a la misma persona como monarca; parte de una "familia global".[31]
- El monarca es políticamente neutral y representa un símbolo de unidad nacional, en lugar de división.[23]
- El monarca tiene "poco poder político real y práctico, y es un protector de la democracia, no una amenaza para ella".[32]
- La selección hereditaria del soberano es la forma "más natural" y no partidista de elegir a un líder.[33]

### Costo
Los partidarios de la monarquía han argumentado que esta representa solo un gasto reducido para los contribuyentes neozelandeses, destinado a compromisos y giras reales, así como a los gastos moderados de la oficina del gobernador general. Afirman que “esta cifra es de aproximadamente un dólar por persona al año”, lo que equivale a unos 4,3 millones de dólares anuales.Por su parte, un análisis realizado por New Zealand Republic en 2010 señaló que la oficina del gobernador general costaba a los contribuyentes alrededor de 7,6 millones de dólares neozelandeses en gastos continuos.Compararon este costo con el del presidente de Irlanda —jefe de Estado de un país con una población similar—, cuyo costo ascendía a 3,4 millones de euros (unos 6 millones de dólares neozelandeses al tipo de cambio de la época).Monarchy New Zealand respondió que los defensores del republicanismo inflaron arbitrariamente las cifras del costo del gobernador general, y sostuvieron que el costo real del presidente irlandés se acercaba a los 12,8 millones de dólares neozelandeses una vez incluidos los gastos adicionales.

## Opinión pública
| Fecha                                    | Participantes | Encuestadora         | República | Monarquía | Neutral/Indeciso | Observaciones                 |
| ---------------------------------------- | ------------- | -------------------- | --------- | --------- | ---------------- | ----------------------------- |
| 6 de febrero - 23 de marzo de 2023       | 2,012         | Lord Ashcroft        | 34%       | 44%       | 6%               |                               |
| 29 de septiembre – 6 de octubre de 2022  | 1,016         | Talbot Mills         | 27%       | 38%       | 36%              |                               |
| 17–21 de septiembre de 2022              | No indicado   | 1News Kantar         | 27%       | 50%       | 23%              | No se indicó si fue ponderada |
| Noviembre de 2021                        | No indicado   | 1News Kantar         | 33%       | 47%       | 20%              | No se indicó si fue ponderada |
| 22–26 de octubre de 2020                 | 1,003         | Research New Zealand | 20%       | 44%       | 36%              | Encuesta en línea             |
| 8–24 de abril de 2019                    | 1,000         | Curia                | 55%       | 39%       | 6%               | Pregunta no estándar          |
| 26 de noviembre – 3 de diciembre de 2008 | 500           | Research New Zealand | 42%       | 48%       | 9%               | Pregunta no estándar          |

Hasta 2010, el público neozelandés generalmente se mostraba a favor de mantener la monarquía, con encuestas que mostraban un apoyo de entre el 50 % y el 70 %.Las encuestas indican que muchos neozelandeses consideran que la monarquía tiene poca relevancia en su vida diaria; una encuesta de One News/Colmar Brunton realizada en 2002 reveló que el 58 % de la población creía que la monarquía tenía poca o ninguna relevancia en sus vidas.
La institución sigue contando con el apoyo de los neozelandeses, especialmente de aquellos nacidos antes de la Segunda Guerra Mundial. Algunas encuestas muestran que la mayoría de los jóvenes neozelandeses apoya una república.Con la aprobación del monarca actual, la situación del Tratado de Waitangi en un contexto republicano sigue siendo una preocupación tanto para los maoríes como para otros neozelandeses, y dado que la forma constitucional que adoptaría una república aún no está definida, el apoyo a la idea de convertirse en república sigue siendo la posición de alrededor de un tercio a un 40 % de la población.El 21 de abril de 2008, New Zealand Republic publicó una encuesta que mostraba que el 43 % apoyaría la monarquía si el Príncipe Carlos se convirtiera en rey de Nueva Zelanda, mientras que un 41 % apoyaría una república bajo ese mismo escenario.Una encuesta realizada por The New Zealand Herald en enero de 2010, antes de la visita del príncipe Guillermo al país, reveló que un 33,3 % deseaba que el Príncipe Carlos fuera el próximo monarca, un 30,2 % prefería al príncipe Guillermo y un 29,4 % se inclinaba por una república en caso de fallecimiento o abdicación de Isabel II.
Una encuesta realizada en octubre de 2011 a 500 profesionales del sector empresarial preguntó: “¿Cuál es su nivel de apoyo a que Nueva Zelanda se convierta en una república?”. El 27 % respondió “nada en absoluto”, el 24 % se declaró "algo en contra", el 23,1 % se mostró neutral, el 14,8 % dijo estar "moderadamente a favor" y el 11,1 % se mostró "firmemente a favor".
En vísperas de la gira real de Carlos, Príncipe de Gales (posteriormente rey Carlos III), y Camila, duquesa de Cornualles, en noviembre de 2012, una encuesta de ONE News/Colmar Brunton reveló que el 70 % de los encuestados quería mantener a la Reina como jefa de Estado, mientras que el 19 % apoyaba que Nueva Zelanda se convirtiera en una república.Tras la gira, otra encuesta realizada por Curia Market Research, encargada por New Zealand Republic, mostró que el 51 % de los encuestados quería a Carlos como rey una vez finalizara el reinado de la Reina, mientras que el 41 % apoyaba la opción republicana.
El 17 de julio de 2013, durante un debate televisado en The Vote de TV3, se realizaron tres encuestas —dos votaciones separadas del público en el estudio, al inicio y al final del programa, y una votación abierta a través de Twitter, Facebook, la web y mensajes de texto— sobre la pregunta: “¿Deberíamos deshacernos de la realeza?”. La primera votación del público en el estudio, antes del programa, fue de un 43 % a favor; la segunda, al finalizar el programa, subió al 65 % a favor; mientras que la votación del público general arrojó un 41 % a favor y un 59 % en contra.
Del 8 al 24 de abril de 2019 se realizó una encuesta nacional a 1,000 neozelandeses seleccionados al azar en edad de votar, la cual mostró que el 55 % deseaba que un neozelandés fuera el próximo jefe de Estado del país, mientras que el 39 % prefería al próximo monarca británico. El apoyo a un neozelandés como jefe de Estado fue especialmente alto entre los encuestados maoríes, con un 80 % a favor, y entre los jóvenes de 18 a 30 años, con un 76 % a favor.
Tras las elecciones generales de 2020, una encuesta en línea realizada a 1,003 neozelandeses de dieciocho años o más reveló que el 20 % estaba de acuerdo con que “Nueva Zelanda debería convertirse en una república”, mientras que el 36 % se mantuvo neutral y el 44 % se mostró en total desacuerdo. La encuesta también mostró que el 19 % quería cambiar la bandera nacional y el 10 % quería cambiar el nombre del país.
Una encuesta de 1News/Kantar realizada poco después de la muerte de la reina Isabel, en septiembre de 2022, mostró un aumento en el apoyo a la monarquía: el 50 % de los encuestados quería mantener a la monarquía, mientras que el 27 % apoyaba una república.

### Posición de los partidos políticos
Hasta 2013, tres partidos políticos con representación en el Parlamento de Nueva Zelanda tenían como política la realización de un referéndum vinculante sobre la cuestión republicana.

#### Partido Laborista
El Partido Laborista adoptó como política la realización de un referéndum vinculante sobre este tema durante su conferencia de 2013.El entonces líder Andrew Little apoyaba una república para Nueva Zelanda, declarando: “cuando se trata de nuestros arreglos constitucionales en Nueva Zelanda, tengo la firme convicción de que nuestro jefe de Estado debe provenir de Nueva Zelanda”.La ex primera ministra laborista Jacinda Ardern afirmó ser republicana y expresó que “alentaría un debate nacional sobre la ruptura de lazos con la familia real”.
“…la idea de que una nación como Nueva Zelanda sea gobernada por un jefe de Estado que se encuentra a unos 20,000 km de distancia es absurda. Es inevitable que Nueva Zelanda se convierta en una república. Solo es cuestión de cuándo al pueblo neozelandés le preocupe lo suficiente como para hablar del tema —podría ser en 10 años, o podrían ser 20 años—, pero sucederá”.
El entonces vice primer ministro Michael Cullen declaró que apoyaba la monarquía, afirmando en 2004 que era “una especie de monarquista simbólico en el gabinete por estos días”.Sin embargo, en 2010 cambió de postura, expresando que Nueva Zelanda debería avanzar hacia una república una vez finalizara el reinado de la Reina.Por su parte, el ex primer ministro David Lange expresó su apoyo a una república neozelandesa, declarando: “¿Importan estas cosas? Sin duda. En este país sufrimos de una falta de enfoque emocional… Nueva Zelanda se convertirá en una república, así como Gran Bretaña se irá diluyendo en Europa”.
En 2023, el entonces primer ministro Chris Hipkins declaró que, aunque estaba a favor de una república, no tenía intención de impulsar la transformación de Nueva Zelanda en república durante su mandato: “Idealmente, con el tiempo, Nueva Zelanda será un país plenamente independiente, se sostendrá por sí mismo en el mundo, como en gran medida ya lo hacemos ahora… Sin embargo, no creo que reemplazar al gobernador general por algún otro tipo de jefe de Estado sea necesariamente una prioridad urgente en este momento”.

#### Partido Nacional
La constitución del Partido Nacional establece que su visión y valores incluyen la “lealtad a nuestro país, a sus principios democráticos y a nuestro soberano como jefe de Estado”. En 2001, un grupo de trabajo sobre política constitucional recomendó realizar un referéndum sobre la monarquía una vez finalizara el reinado de la reina Isabel, junto con referéndums sobre el futuro de los escaños maoríes y el número de parlamentarios.Solo la política sobre los escaños maoríes fue aprobada por las conferencias regionales del partido. Entre los partidarios más destacados de la monarquía dentro del partido se encuentran los exdiputados John Carter, Wayne Mapp y Richard Worth. En las elecciones de 2011, Simon O'Connor, expresidente de Monarchy New Zealand, fue elegido diputado por Tamaki, y su vicepresidente Paul Foster-Bell fue elegido como diputado por lista en 2013; ambos fueron reelegidos en las elecciones de 2014.
En las elecciones de 2014, el expresidente de New Zealand Republic, Lewis Holden, se presentó como candidato por el distrito electoral de Rimutaka, pero no logró ingresar al Parlamento, ya que el diputado laborista titular, Chris Hipkins, retuvo el escaño, y la posición de Holden en la lista nacional (puesto 66) fue demasiado baja para obtener un escaño por lista. Entre los nuevos miembros del caucus del Partido Nacional electos en 2014, varios colocaron retratos de la Reina en sus oficinas de Wellington, como parte de una iniciativa liderada por Monarchy New Zealand. En 2009, el ex primer ministro John Key dijo que no estaba “convencido de que [una república] sea un tema importante a corto plazo”,aunque consideraba que una república era “inevitable”; sin embargo, desde entonces afirmó su apoyo a la monarquía y dejó claro que, mientras él fuera primer ministro, una república no se concretaría “bajo su mandato”.

#### Partido Verde
El apoyo a la república es más fuerte entre los simpatizantes del Partido Verde, y es política del partido respaldar un “proceso democrático y participativo, como los referéndums”.El exdiputado verde Keith Locke presentó un proyecto de ley de iniciativa parlamentaria sobre este tema, el Head of State Referenda Bill, para convocar un referéndum al respecto, pero fue rechazado en su primera lectura en el parlamento en 2009.

#### Partidos minoritarios
Durante un debate previo a las elecciones de 2020, John Tamihere, del Partido Māori, expresó su apoyo a que Nueva Zelanda se convirtiera en una república tras la muerte de la reina Isabel (que en ese momento aún no había ocurrido), diciendo: “ya es hora”. Por su parte, Winston Peters, de Nueva Zelanda Primero, declaró que la cuestión de la república debía resolverse mediante un referéndum en dos etapas.
El exlíder de United Future New Zealand, Peter Dunne, es partidario de una república en Nueva Zelanda. El partido tenía como política “un proceso de educación pública sobre temas constitucionales, que conduzca hacia la consideración de Nueva Zelanda como una república dentro de la Commonwealth en el futuro”.

### Gobernadores generales
En 2004, la exgobernadora general Dame Catherine Tizard declaró públicamente que el monarca debía ser reemplazado por un jefe de Estado neozelandés. Su predecesor, Sir Paul Reeves, afirmó que no se opondría a una república. Por su parte, Sir Michael Hardie Boys ha apoyado el mantenimiento del sistema actual.El 29 de julio de 2006, la gobernadora general saliente Dame Silvia Cartwright manifestó no tener una opinión sobre si Nueva Zelanda debía convertirse en una república, señalando: “A menudo pasamos por alto la intensa lealtad y el cariño que el pueblo maorí tiene hacia la Reina, probablemente más intenso que el de muchas personas de ascendencia europea. Esta es una historia que nunca va a morir”.

## Cuestiones constitucionales
Nueva Zelanda es un Estado unitario y no cuenta con una constitución codificada ni consolidada. Algunos han sostenido que Nueva Zelanda es una república de facto.El país ha realizado cambios constitucionales sin mayores dificultades en el pasado, como la abolición de su cámara alta en 1951, la introducción del sistema de representación proporcional en 1996 y, más recientemente, la creación de la Corte Suprema de Nueva Zelanda como máxima instancia judicial. Diversos académicos del ámbito jurídico sostienen que los cambios legales necesarios para establecer una república no son complejos.Algunos incluso argumentan que estos cambios serían menos radicales que la adopción del sistema MMP en 1996.

### Tipo de república
La mayoría de los defensores de una república, como Sir Geoffrey Palmer y Andrew Butler, apoyan una república parlamentaria, es decir, una república en la que el jefe de Estado y el jefe de gobierno se mantengan separados.Alison Quentin-Baxter y Janet McLean sostienen que los defensores del republicanismo en Nueva Zelanda muestran “…una clara preferencia por las constituciones basadas en el sistema parlamentario de gobierno, al considerarlas una base más estable para la democracia que las basadas en un sistema presidencial”.En un sistema así, el jefe de Estado tendría los mismos poderes de reserva que el soberano y el gobernador general.

### Tratado de Waitangi / Te Tiriti o Waitangi
El Tratado de Waitangi (en maorí: Te Tiriti o Waitangi) es un acuerdo firmado entre las tribus maoríes y representantes de la Corona británica en 1840. Debido a la relación entre los maoríes y la Corona, el Tratado de Waitangi suele ser citado como una cuestión constitucional en el debate sobre una república en Nueva Zelanda.Algunos académicos han expresado su preocupación de que los gobiernos pudieran utilizar el republicanismo para eludir las obligaciones derivadas del tratado.Con la separación de la Corona entre el Reino Unido y Nueva Zelanda tras la promulgación del Statute of Westminster Adoption Act 1947,la “Corona en Derecho de Nueva Zelanda” se convirtió en parte firmante del Tratado.Académicos del ámbito jurídico sostienen que el Tratado no se vería afectado si Nueva Zelanda se convirtiera en una república, ya que el nuevo jefe de Estado heredaría las responsabilidades de la Corona. En 2004, el profesor Noel Cox afirmó: “En términos estrictamente legales, si mañana Nueva Zelanda se convirtiera en una república, no cambiaría en nada el Tratado de Waitangi. Hablando como abogado, es un principio largamente establecido que los gobiernos sucesivos asumen la responsabilidad de los acuerdos anteriores”.

### Reino de Nueva Zelanda
El Reino de Nueva Zelanda está compuesto por la propia Nueva Zelanda y dos Estados en libre asociación: Niue y las Islas Cook. Si Nueva Zelanda se convirtiera en una república, el Reino de Nueva Zelanda seguiría existiendo sin incluir a Nueva Zelanda, la Dependencia Ross y Tokelau.Esto no supondría un obstáculo legal para que Nueva Zelanda se convirtiera en una república,y tanto las Islas Cook como Niue conservarían su estatus de Estados asociados a Nueva Zelanda, ya que Nueva Zelanda comparte su jefe de Estado con las Islas Cook y Niue de la misma manera que el Reino Unido lo hace con los demás reinos de la Mancomunidad.

## Membresía en la Mancomunidad
Tras la Reunión de Jefes de Gobierno de la Commonwealth de 2007, el Comunicado de Kampala declaró: “Los jefes de Gobierno también acordaron que, cuando un miembro existente cambie su estatus constitucional formal, no deberá volver a solicitar la membresía en la Mancomunidad, siempre que continúe cumpliendo con todos los criterios de membresía”.